# God Don't Make No Trash or Up Your Ass with Broken Glass
God Don't Make No Trash or Up Your Ass with Broken Glass is een ep en het eerste album van de Amerikaanse punkband The Falcon, bestaande uit Brendan Kelly en  Neil Hennessy van The Lawrence Arms, Dan Andriano van Alkaline Trio, en Todd Mohney, voorheen van Rise Against. Dit is het enige album waarop gitarist Mohney op te horen is.

## Nummers
1. "Huffing the Proverbial Line Off the Proverbial Dong or, Blood and the Frog" - 2:13
2. "I'm So Happy I Could Just Cry Myself to Sleep or, the Routes We Wander" - 2:44
3. "Look, Ma! No Fans! or, Do You Want Fries with These Songs?" - 2:02
4. "Feed the Monkey, Drown the Worm or, Goin' Home" - 2:36
5. "Building the Perfect Asshole Parade or, Scratching Off the Fleas" - 2:41

## Band
- Brendan Kelly - zang
- Todd Mohney - gitaar
- Dan Andriano - basgitaar
- Neil Hennessy - drums